# Margarida d'Anglaterra
Margarida d'Escòcia o d'Anglaterra (Mecseknádasd?, Hongria, 1045 - 16 de novembre de 1093), fou una reina consort d'Escòcia, esposa de Malcolm III d'Escòcia. És venerada com a santa per les esglésies catòlica i anglicana.

## Vida
Margarida va ésser filla del príncep anglès Eduard l'Exiliat, fill d'Edmon II d'Anglaterra Costella de Ferro. Probablement nasqué al castell Réka, Mecseknádasd, a la regió de Transdanúbia, a Hongria. No es coneix ben bé d'on provenia la seva mare Àgata. Va tenir un germà, Edgard, i una germana, Cristina.

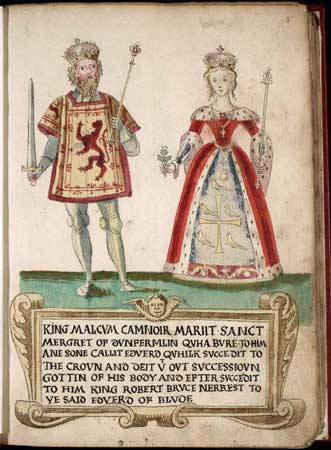
Malcolm III i Margarida, al Forman Armorial, ca. 1562 (National Library of Scotland)

Quan el seu oncle Eduard el Confessor, rei d'Anglaterra, va morir el 1066, vivia a Anglaterra; el seu germà, Edgard Ætheling va reclamar el tron, sens èxit. Quan els normands van conquerir el regne anglès, la vídua Àgata va deixar Northúmbria amb els seus fills i va embarcar cap al continent. Una tempesta, però, va desviar el vaixell fins a Escòcia, on van rebre la protecció del rei Malcolm III. El lloc on es diu que van desembarcar rep el nom de St. Margaret's Hope, prop de North Queensferry.
Malcolm era probablement vidu i va decidir d'esposar un dels membres de l'antiga família reial anglosaxona. Així, va casar-se amb Margarida. Des de llavors, com a mostra de suport al seu nou cunyat, va fer algunes incursions militars a la Northúmbria, sense resultats pràctics.
Margaret i Malcolm van tenir vuit fills, sis nois i dues noies:
1. Edward, mort el 1093.
2. Edmund d'Escòcia
3. Ethelred d'Escòcia, abat de Dunkeld
4. el rei Edgard d'Escòcia
5. el rei Alexandre I d'Escòcia
6. el rei David I d'Escòcia
7. Edith d'Escòcia, també coneguda com a Matilda, que es va casar amb Enric I d'Anglaterra
8. Maria d'Escòcia, casada amb el comte de Boulogne Eustaqui III.

Malcolm III i el seu fill gran van ser morts lluitant contra els anglesos en Alnwick Castle, el 13 de novembre de 1093. Edmund va ser deixat viu perquè portés la notícia de les morts a la seva mare: Margarida era malalta i, va morir només tres dies després, el 16 de novembre de 1093.
Imposarà a l'església escocesa les normes romanes, com la divisió en diòcesis, el sistema parroquial i l'ordenament dels monjos a l'estil continental. Va promoure els assentaments de monjos benedictins anglesos a Escòcia. També permeté l'establiment de molts refugiats anglosaxons als Lothians, cosa que hi impulsaria el comerç, però es trobà amb una forta oposició a Moray, pàtria de Macbeth.
Margarida va contribuir a fer que la cultura anglesa tingués un cert paper a Escòcia, en detriment de la gaèlica, especialment a les regions meridionals. D'altra banda, va promoure els eclesiàstics gaèlics i l'ús del gaèlic s'incrementà a les terres del nord. No obstant això, a partir de llavors, els reis escocesos van considerar important la seva herència anglosaxona, en part per a legitimar les seves aspiracions al tron anglès i el domini sobre alguns territoris anglòfons del sud del regne.

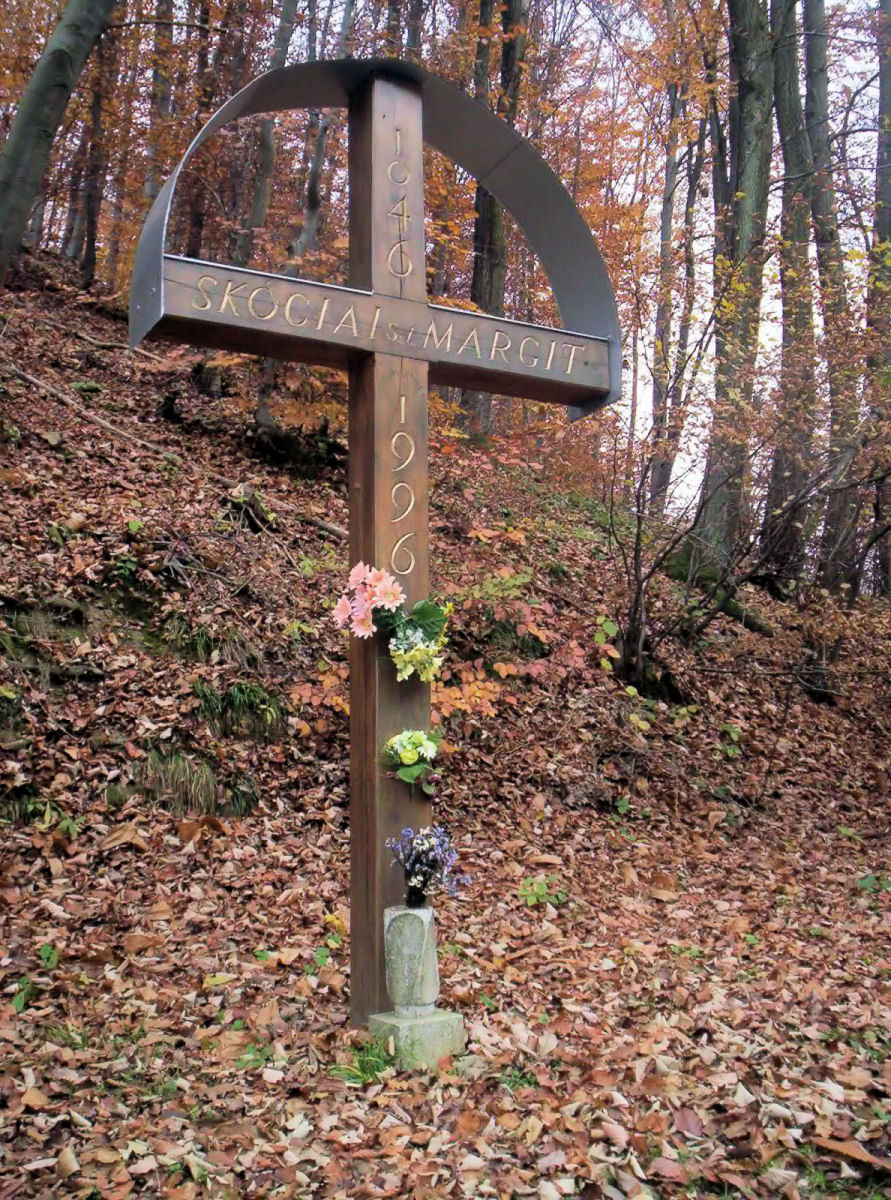
Creu en honor de la santa al turó on hi ha les ruïnes del castell de Réka a Mecseknádasd, on va néixer la reina
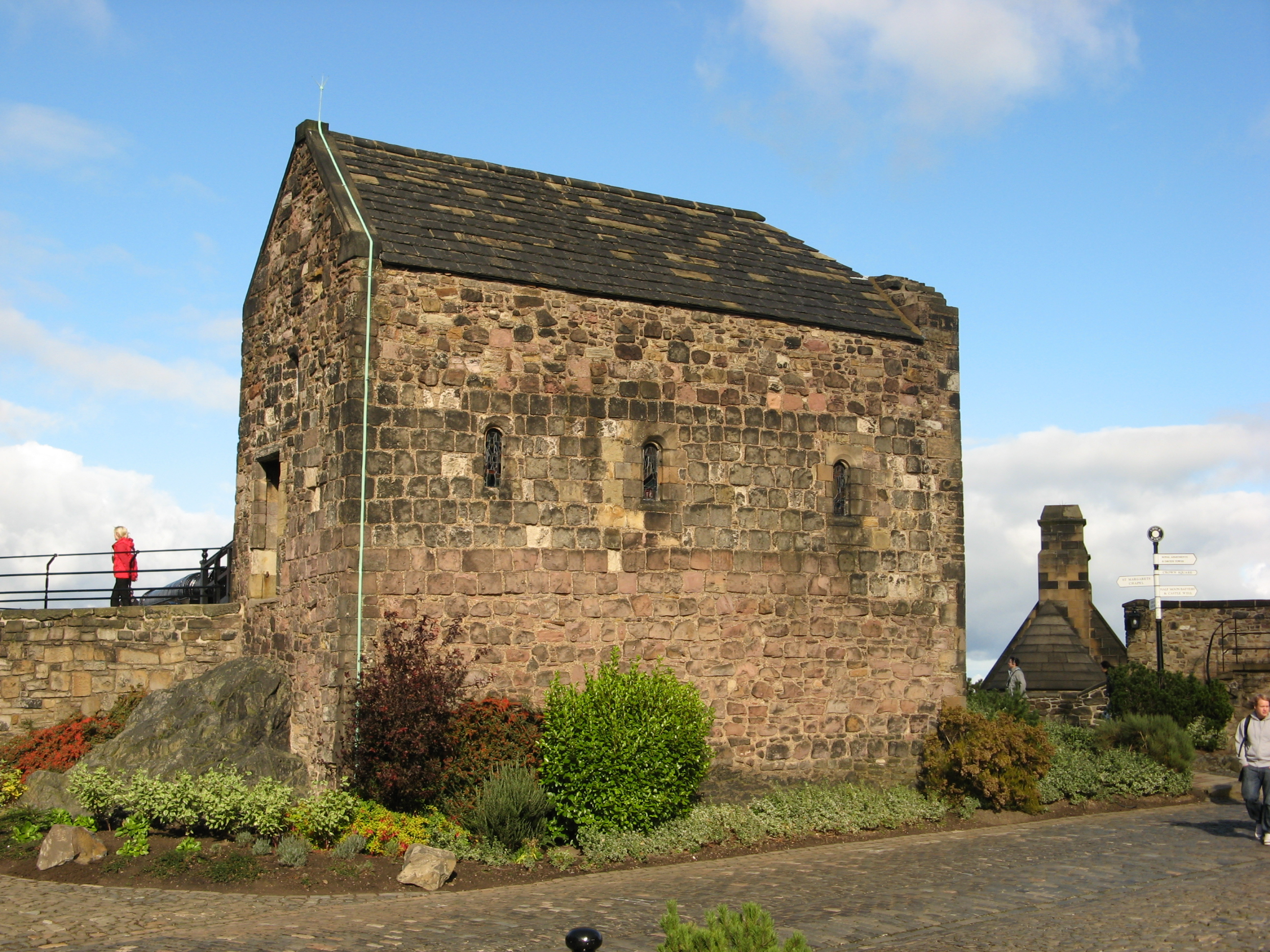
Capella de la santa, a Edimburg, a la cambra on va morir la santa
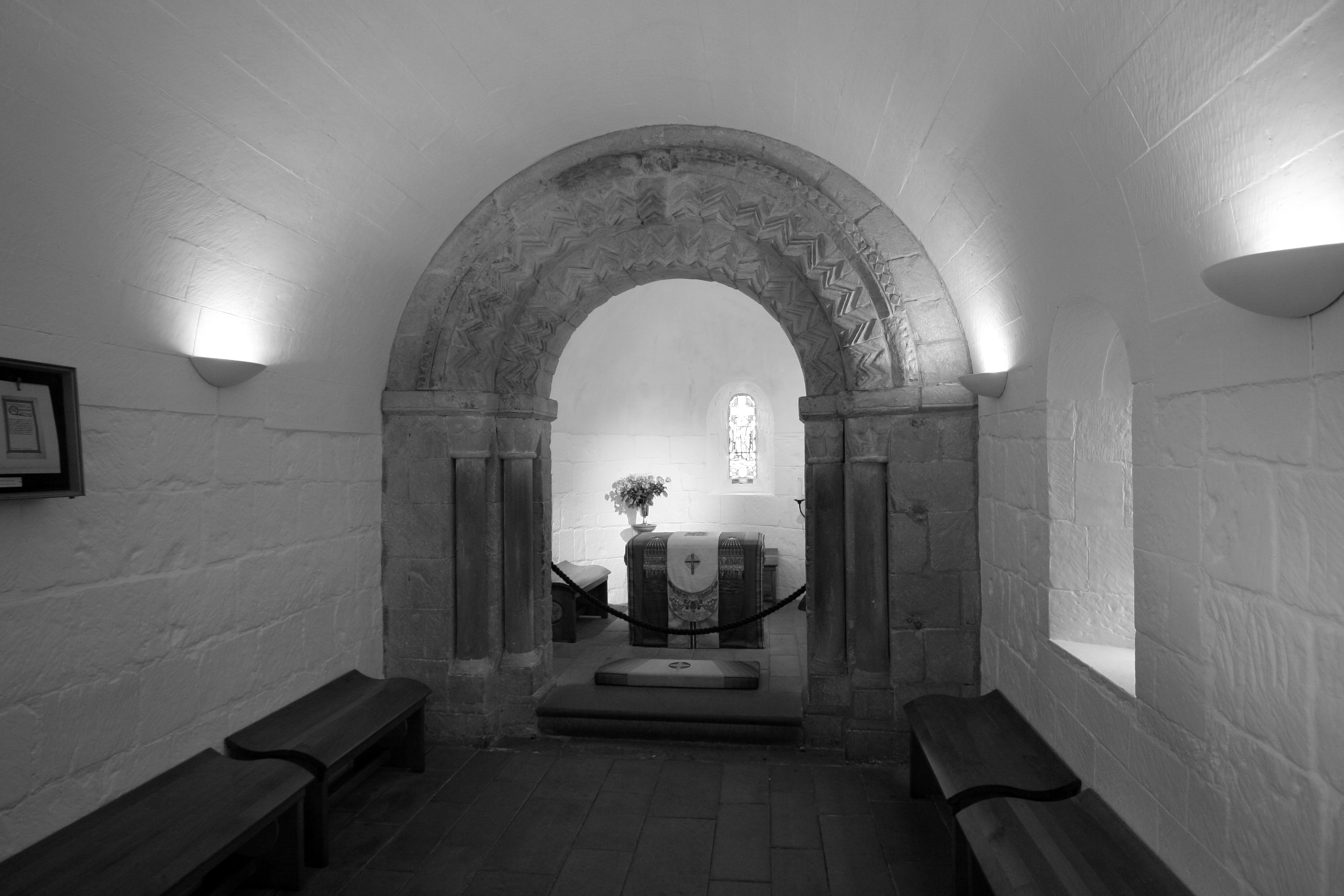
Interior de la capella d'Edimburg
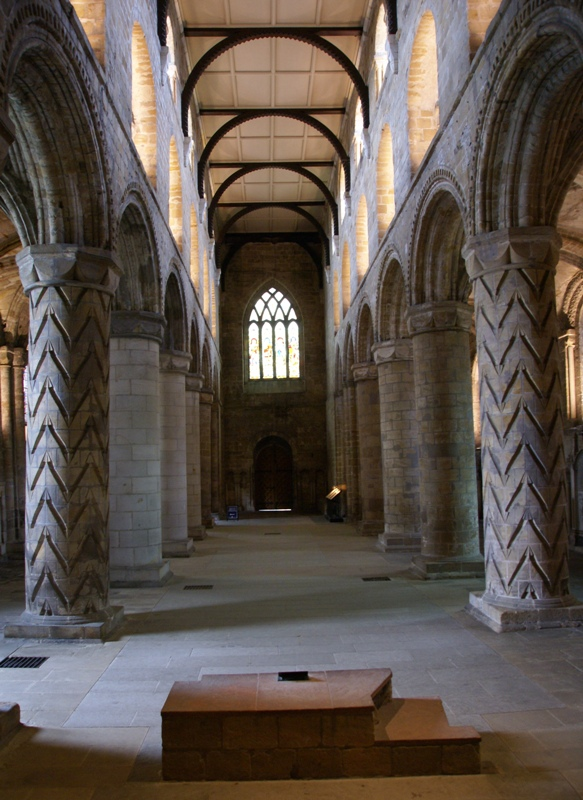
Abadia de Dumfermline, lloc d'enterrament de la santa

## Veneració
Santa Margarida va ser canonitzada el 1250 per Innocenci IV com a reconeixement de la seva santedat i fidelitat a l'Església, i de la seva tasca de reforma religiosa. A més, va destacar per la seva caritat envers els necessitats, especialment orfes i pobres. Considerada una governant exemplar, va tenir gran influència en el seu espòs i els seus fills.